# Englische Badmintonmeisterschaft 2007
Die englische Meisterschaft 2007 im Badminton fand in Manchester vom 2. bis 4. Februar 2007 statt.

## Austragungsort
- Manchester Velodrome

## Finalresultate
| Disziplin    | Sieger                      | Finalist                      | Ergebnis            |
| ------------ | --------------------------- | ----------------------------- | ------------------- |
| Herreneinzel | Nicholas Kidd               | Nathan Rice                   | 21–15, 21–15        |
| Dameneinzel  | Elizabeth Cann              | Jill Pittard                  | 21–19, 21–17        |
| Herrendoppel | Robert Blair Anthony Clark  | Chris Langridge David Lindley | 21–16, 21–15        |
| Damendoppel  | Gail Emms Donna Kellogg     | Natalie Munt Joanne Nicholas  | 21–17, 21–17        |
| Mixed        | Anthony Clark Donna Kellogg | Nathan Robertson Gail Emms    | 23–21, 14–21, 22–20 |